# Distrito de Jililí
El distrito de Jililí es uno de los diez que conforman la provincia de Ayabaca, ubicada en el departamento de Piura al Norte del Perú.
Desde el punto de vista de la jerarquía de la Iglesia católica, forma parte de la Diócesis de Chulucanas.

## Historia
El distrito fue creado mediante Ley N° 15135 del 8 de septiembre de 1964, en el primer gobierno del presidente Fernando Belaúnde.

## Geografía
Tiene una extensión de 104,73 km² y una población estimada superior a los 3 000 habitantes.

## División administrativa

### Centros poblados
- Urbanos 
  - Jililí, con 351 hab.
- Rurales
  - Arada Alta, con 310 hab.
  - Arada Baja
  - Bellavista Baja, con 214 hab.
  - Cucuyas Bajo, con 211 hab.
  - Pueblo Nuevo de Hualambi, con 180 hab.
  - Bellavista Alta, con 179 hab.
  - Anchalay, con 174 hab.
  - Lihuasnio, con 166 hab.
  - Laurel
  - Guayabo
  - Miramar
  - Chicope
  - Cucuyas Alto
  - Los Paltos de Anchalay
  - La Capilla
  - Seguiche
  - Limón, 110 Hab.
  - Mallancoca
  - Pico de Oro

## Autoridades

### Municipales
- 2015-2018[2]
  - Alcalde: Adriano Encalada Méndez, de la Unión Democrática del Norte (UDN).
  - Regidores: Eli Timoteo Chinchay (UDN), Milto Guerrero Céspedes (UDN), Heydi Abad Solano (UDN), Uverly Medina Córdova (UDN), Baltazar Encalada Alvarado (Alternativa de Paz y Desarrollo).
- 2011-2014[3]
  - Alcalde: Francisco Culquicóndor Abad, del Movimiento Unidad Popular Regional Piura (UPRP).
  - Regidores: Alejandro Chinchay Timoteo (UPRP), Raul Saavedra Cungia (UPRP), Sidalia Cárdenas Abad (UPRP), Tito Rodrigo Sarango Correa (UPRP), Segundo Santiago Llacsahuanga Cunya (Fuerza Regional).
- 2007-2010
  - Alcalde: Víctor Alberca Páucar.

### Policiales
- Comisario: Mayor PNP .

### Religiosas
- Diócesis de Chulucanas[4]
  - Obispo: Mons. Daniel Thomas Turley Murphy (OSA).[5]
- Parroquia
  - Párroco: Pbro.

## Festividades
- 8 de septiembre,ANIVERSARIO DEL DISTRITO
- 20 de mayo, Aniversario del colegio Dagoberto Torres Agurto
- 4 de octubre, FIESTA PATRONAL En Honor a San Francisco De Asís.